# Jason Turner
Jason Turner (n. 31 ianuarie 1975, Rochester, New York, SUA) este un trăgător de tir ce a reprezentat Statele Unite ale Americii, medaliat olimpic. A participat la 3 ediții ale Jocurilor Olimpice (2004, 2008, 2012) în care a câștigat o medalie de bronz.